# استفان اولو
استفان اولو (فرانسوی: Stéphane Heulot‎؛ زادهٔ ۲۰ سپتامبر ۱۹۷۱) دوچرخه‌سوار اهل فرانسه است.